# Marché Sainte-Anne

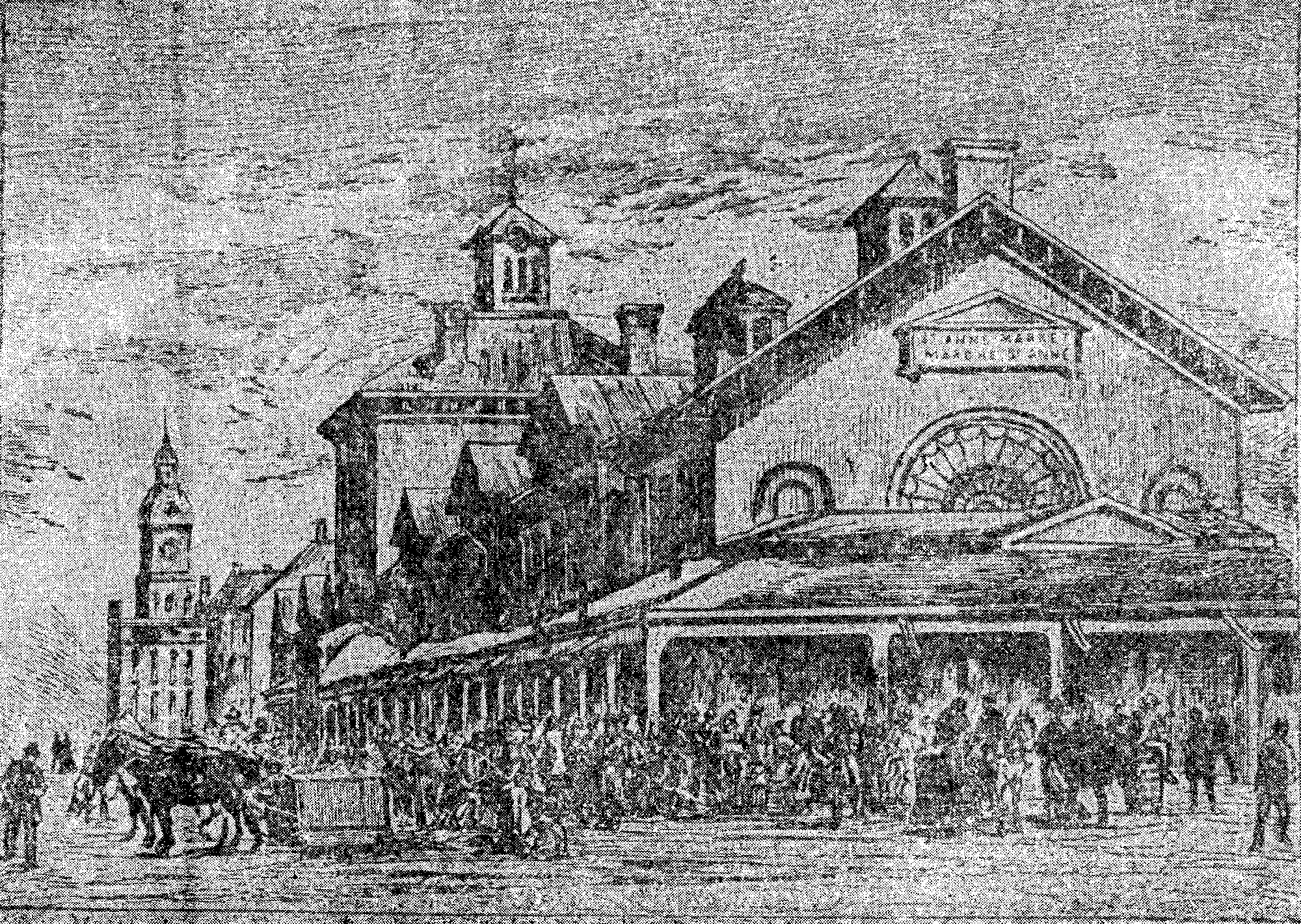
Marché Sainte-Anne vers 1880.
Gravure du Canadian Illustrated News

Le marché Sainte-Anne était un marché public sur la place D'Youville de Montréal au Québec (Canada). Il fut le siège du Parlement de la province du Canada du 28 novembre 1844 jusqu'à mai 1849, alors incendié par des émeutiers.

## Histoire
En 1827, l'assemblée législative désigne une place du marché sur la partie ouest de la Place d'Youville. Le projet de construction du marché Sainte-Anne débute en 1832 selon les plans de John Wells et de Francis Thompson (en), et il est inauguré en 1834. La Petite rivière Saint-Pierre est canalisée sous la place D'Youville, ce qui permet l'évacuation des déchets et la réfrigération des celliers.
Pour mettre fin aux conflits découlant de la règlementation des marchés attestée en 1842, la ville exproprie et prend en charge le marché Sainte-Anne. En 1843, Montréal est choisie pour devenir la capitale du Canada-Uni et le marché Sainte-Anne devient le siège du Parlement du Canada en 1844. Le rez-de-chaussée du bâtiment est réaménagé en bureaux tandis que le premier étage est rénové pour y accueillir des chambres d'assemblée; Montréal accueille alors le deuxième parlement de la province du Canada. Une halle de marché en bois est construite au nord-est du bâtiment.

## Incendie

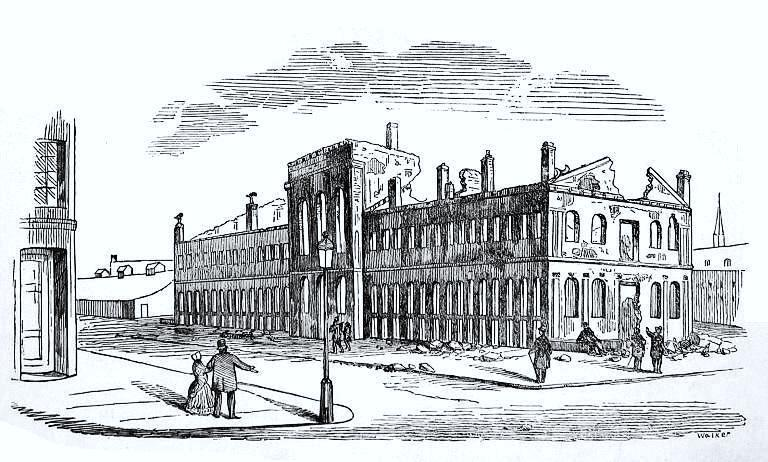
Ruine du Marché Sainte-Anne après l'incendie de l'hôtel du Parlement à Montréal, en 1849.

Dans l'après-midi du 25 avril 1849, le gouverneur James Bruce (Lord Elgin) se rend au Parlement afin de sanctionner le projet de loi d'indemnisation des pertes dues aux rébellions de 1837-1838. Les débats entourant le projet de loi créer des remous et sous la pression de ses ministres, le gouverneur Elgin adopte la loi, et c'est alors que la tension éclate chez les tories. 
Après un rassemblement sur le Champ-de-Mars, les Tories et leurs sympathisants se joignent aux chahuteurs qui lancent déjà des pierres sur le bâtiment, alors que les membres du parlement sont en session de soirée. Accidentellement ou intentionnellement, le parlement prend feu et ses bibliothèques sont brûlées. Au plus fort de l'incendie, l'armée n'intervient pas et l'on refuse l'accès aux pompiers; ceux qui arrivent à entrer voient leurs boyaux d'arrosage sectionnés.
On déménage temporairement le Parlement au marché Bonsecours, puis dans un théâtre de la rue Notre-Dame. Début novembre, Montréal perd sa place de capitale du Canada-Uni au profit de Toronto.

## Reconstruction

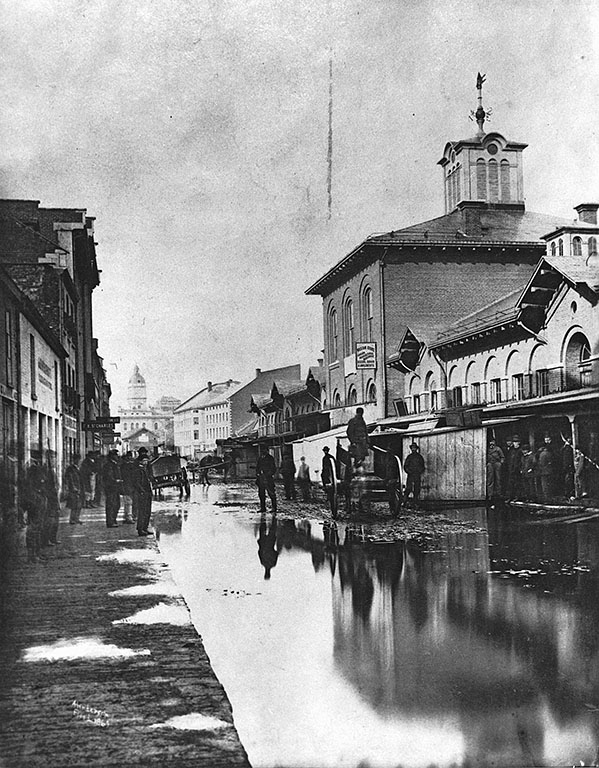
Le deuxième marché en 1869, lors d'une inondation